# Лаурін ван дер Графф
Лаурін ван дер Графф (нід. Laurien van der Graaff) — швейцарська лижниця нідерландського походження, срібна призерка чемпіонату світу.
Ван дер Графф народилася в Нідерландах, але її батьки перебралися в Швейцарію, коли їй було чотири роки. Вона має подвійне громадянство.
Срібну медаль чемпіонату світу вона виборола в командному спринті на світовій першості 2021 року в німецькому Оберстдорфі, де її партнеркою була Надін Фендріх.